# Лі Кашин
Лі Кашин (кант. трад. 李嘉誠, упр. 李嘉诚, ютпхін: Li3 Jia1cheng2, єль: Li Ka-shing, піньїнь: Lǐ Jiāchéng, англ. : Li Ka-shing ; нар. 13 червня 1928 року, Чаоджоу, Китай) — гонконгський підприємець і філантроп, один з найвпливовіших бізнесменів Азії (в ділових колах має прізвисько «Супермен»). Станом на 2012 рік був найбагатшою людиною Гонконгу і Азії, а також посідав дев'яте місце серед найбагатших людей світу (за оцінкою журналу Forbes капітал Лі Кашина становив 25,5 млрд доларів). У 2013 році зі станом 30,2 млрд дол. Зберіг за собою титул найбагатшої людини Азії. В даний час є головою правління компаній Cheung Kong Group і Hutchison Whampoa, капіталізація яких становить близько 15 % гонконгського фондового ринку (крім того, структури Лі Кашина побудували в Гонконзі кожну сьому квартиру, вони контролюють 70 % вантажообігу гонконгського порту, мають суттєві частки на ринку роздрібної торгівлі, мобільного зв'язку та електроенергетики). У компаніях Лі Кашина зайнято більше 270 тис. Чоловік, що працюють в 53 країнах світу.

## Біографія
Лі Кашин народився 13 червня (за іншими даними — 29 липня) 1928 року в місті Чаоджоу китайській провінції Гуандун в бідній сім'ї шкільного вчителя, в 10 років дивом оговтався від туберкульозу. У 1940 році, рятуючись від японського вторгнення і тягот війни, сім'я Лі бігла в Гонконг, де їх прихистив заможний родич. У 1942 році (за іншими даними — в 1943 році) батько Лі, не маючи можливості платити за лікування, помер від туберкульозу, і підліткові, навіть не закінчивши п'яти класів, довелося торгувати ремінцями для годинника, а незабаром влаштуватися на фабрику з виробництва пластмасових квітів. Лі працював по 16 годин на день на шкідливому виробництві — штампуванні і розфарбовуванні штучних троянд, а після зміни відвідував вечірню школу.

### Початок підприємницької діяльності
Не маючи спеціалізованої освіти, Лі Кашин почав свою кар'єру підприємця з роздрібної торгівлі (зібравши мізерний стартовий капітал, він пішов з фабрики і став торгувати штучними квітами), а в 1950 році, маючи 8,7 тис. Дол. (Вартість хорошого автомобіля), вже очолив компанію з виробництва пластмасових виробів Cheung Kong або «Чанцзян». Бізнес почав швидко зростати, коли Cheung Kong стала експортувати штучні квіти в США, а також налагодила випуск пластмасових іграшок, мильниць і гребінців (дизайн моделей Лі черпав із зарубіжних каталогів). На отримані доходи Лі Кашин став купувати нерухомість в колонії, яка різко подешевшала в 1967 році через відтік британського капіталу, наляканого «культурною революцією» і хвилюваннями в Гонконзі. Щоб не переплачувати за землю, Лі пропонував власникам ділянок частку в тих об'єктах, які він збирався будувати на цьому місці (а це, в основному, було дешеве житло для біженців з материкового Китаю і різні офісні приміщення). До кінця 1970-х років Лі, який продав до того часу пластмасове виробництво, перетворився на найбільшого приватного девелопера колонії (тільки за 1972—1978 роки Cheung Kong збільшила свій капітал з 84 млн до 700 млн гонк. Дол.).
Однією із складових частин успіху Лі Кашина були його особисті якості: працьовитість, ревність і порядність. Лі говорив: «Якщо ви будете підтримувати хорошу репутацію, старанно працювати, будете хорошою людиною і будете тримати ваші обіцянки, то ваш бізнес буде розвиватися набагато легше» і «Ваша і вашої компанії хороша репутація — це неоціненний актив, який не відбитий в балансових звітах». Інший його відомою цитатою була фраза «Найбільше задоволення для мене — це наполегливо працювати і отримувати більше прибутку».

### Побудова ділової імперії
У 1979 році Лі Кашин став першим китайським бізнесменом, який купив (у The Hongkong and Shanghai Banking Corporation) крупну британську компанію Гонконгу — Hutchison Whampoa або «Хецзі Хуанпу» (у 1975 році її оборотний капітал становив 805 млн гонк. дол., вкладених в торгівлю, нерухомість, складське господарство, портову інфраструктуру, виробництво прохолодних напоїв, розробку надр і фінансовий сектор). Під його керівництвом реорганізована компанія виросла в найбільшого в світі приватного оператора портів, а також у велику торговельну, будівельну, телекомунікаційну та енергетичну транснаціональну корпорацію. У 1980-х роках Лі Кашин зосередився на біржових операціях і почав інвестувати в нові сфери економіки. Особливістю тактики Лі Кашина було те, що він передбачав ті сфери бізнесу, які в майбутньому стануть прибутковими, і вкладав у них гроші, а коли вартість придбаної компанії досягала максимуму — продавав її. Також Лі став відомий завдяки своїй прихильності до передових технологій. З цього приводу він говорив: «Людина, що інвестує в технології, почувається молодшою».
У 1985 році Лі Кашин став акціонером енергетичної компанії Hongkong Electric, а інша його компанія, Hutchison Telecom, стала першим у світі оператором аналогового мобільного зв'язку стандартів AMPS і TACS. У 1987 році Лі Кашин вперше з'явився в рейтингу мільярдерів журналу Forbes і став співвласником великої канадської нафтогазової корпорації Husky Oil (в 1991 році зосередив у себе її контрольний пакет).
Вийшовши на ринок мобільного зв'язку Великої Британії, Лі Кашин в 1991 році придбав збитковий сервіс Rabbit, «розкрутив» його під брендом Orange і в 1999 році продав за 14,6 млрд дол. Німецькому концерну Mannesmann AG. Незабаром група Hutchison повернулася на телекомунікаційний ринок Великої Британії і купила ліцензію на роботу з бездротовим інтернетом.
У 1992 році Лі Кашин зустрічався з Ден Сяопіном, який здійснював поїздку по південному Китаю, що ще раз підкреслило ту важливу роль, яку грав бізнесмен в Гонконгсько-китайських відносинах. У 1995 році Лі увійшов до комісії з підготовки передачі Гонконгу під суверенітет Китаю. У 1996 році компанія Лі Кашина Hutchison Port Holdings встановила контроль над портами Крістобаль і Бальбоа по обидвах кінцях Панамського каналу.
У 1998 році загальний обсяг продажів у торговельних мережах, підконтрольних Лі Кашину, склав 2,7 млрд доларів, а вантажообіг його контейнерних портів — 14,1 млн TEU. У 2000 році ринкова капіталізація компаній Лі Кашина перевищила 100 млрд дол., Склавши 10 % від загальної ринкової капіталізації всіх гонконгських компаній.

### Діяльність в XXI столітті
У 2000 році Лі Кашин провів невдале розміщення акцій своєї компанії TOM Group, але надалі його інвестиції у високотехнологічному секторі були цілком успішні. У 2005 році він інвестував в сервіс Skype, в 2007 році — в соціальну мережу Facebook, в 2009 році — в компанію Siri (у 2010 році її поглинула корпорація Apple), потім — в музичний сервіс Spotify, навігаційний сервіс Waze, відеоредактор Magisto і гідроізолююче обладнання HzO. Лі навіть не побоявся інвестувати 300 тис. дол. В ідеї 15-річного програміста Ніка Д'Алойзіо.
Не залишив без своєї уваги Лі Кашин і традиційні сектори економіки, в тому числі і в Європі. У 2010 році структури Лі за понад 9 млрд дол. придбали у французької компанії Électricité de France її британські електроенергетичні активи, в 2011 році купили британську Northumbrian Water Group (водопостачання і каналізація), в 2012 році — австрійського мобільного оператора Orange Austria. Також в 2012 році Лі Кашин зробив великі вкладення в Австралії — купив сільськогосподарську торгову компанію Peaty Trading Group, три виноградника і найбільшого виробника солі Cheetham Salt.
Але Лі Кашин не тільки активно купував, а й вдало продавав активи. У 2006 році він продав 20 % акцій компанії Hutchison Port Holdings сінгапурської корпорації PSA International (Port of Singapore Authority), а в 2007 році — свій пакет акцій в індійському операторі мобільного зв'язку Hutchison Essar британській групі Vodafone за більш ніж 11 млрд доларів.
Останнім часом Лі весь більше зосереджений на стратегічному плануванні, намагаючись відійти від поточних справ групи (як він сам говорив в одному з інтерв'ю: «Я проводжу більше часу, плануючи завтрашній день, ніж вирішуючи сьогоднішні цілі»). У 2012 році на виборах глави Гонконгу Лі Кашин підтримав пропекінского кандидата Генрі Тана.

### Структура активів
- Нерухомість — оператор нерухомості Hutchison Whampoa Property (житлові комплекси Whampoa Garden, Laguna City, South Horizons, Rambler Crest і Caribbean Coast, офісний комплекс Cheung Kong Center), готельний оператор Harbour Plaza Hotel Management (мережа готелів Harbour Plaza).
- Роздрібна торгівля — парфюмерно-косметична мережа Watson's, мережі супермаркетів Park-n-Shop, Gourmet, Taste і Great, мережа магазинів з продажу вин і сигар Watson's Wine Cellar, мережа магазинів побутової електроніки Fortress.
- Логістика — портовий оператор Hutchison Port Holdings, вантажний термінал Hong Kong Air Cargo Terminals.
- Телекомунікації — оператор мобільного зв'язку та інтернет-провайдер Hutchison Telecommunications International, інтернет-провайдери Hutchison Global Communications і TOM Online.
- Енергетика і нафтогазова промисловість — енергетичні компанії Power Assets Holdings, Hongkong Electric, Power Assets Investments і Associated Technical Services, канадська нафтогазова компанія Husky Energy, оператор проектів в енергетиці, транспортній інфраструктурі і водопостачанні Cheung Kong Infrastructure Holdings.
- Харчова промисловість — виробник питної води Watson's Water, виробник соків Mr. Juicy.
- Машинобудування і електроніка — суднобудівна компанія Hong Kong United Dockyard, виробник іграшок, сувенірів, телекомунікаційних аксесуарів та електроніки Hutchison Harbour Ring, британський виробник мобільних телефонів INQ.
- Виробництво будматеріалів — цементна компанія Green Island Cement.
- Біотехнологія — біотехнологічна компанія CK Life Sciences International.
- Засоби масової інформації — медіа-холдинг TOM Group, розважальний телеканал China Entertainment Television, радіомовна корпорація Metro Broadcast Corporation.
- Реклама — оператор зовнішньої реклами TOM Outdoor Media Group.
- Фінансові послуги — страхова компанія Ming An Holdings, інвестиційна компанія Horizons Ventures.

Ризиковані інвестиції, що проходять через Horizons Ventures, а також інші можливі втрати Лі Кашин оформляє на себе, а всі гарантовано дохідні вкладення передає своєму фонду Li Ka Shing Foundation.

### Благодійна діяльність
Переживши в дитинстві злидні і хвороби, не отримавши освіти, Лі Кашин, розбагатівши, став великим філантропом. В одному з інтерв'ю він сказав фразу, що стала знаменитою: «Майбутнє складається з безлічі складових, але народжується воно в серцях і умах людей. Тому думати потрібно не тільки про досягнення власних цілей, а й про долю всього людства».
У 1980 році Лі Кашин організував благодійний фонд свого імені (Li Ka Shing Foundation), який пожертвував мільйони доларів університетам і лікарням Східної Азії та Північної Америки. Наприклад, вже в 1981 році він виділив 3 млн дол. на будівництво університету Шаньтоу, потім пішли великі пожертвування бібліотеці Сінгапурського університету менеджменту (пізніше названої ім'ям мецената), Сінгапурському національному університету, Гонконзькому університету (ім'ям Лі Кашина названий медичний факультет вузу), Каліфорнійському університету в Берклі і Альбертському університеті. Також Лі Кашин надавав підтримку жертвам цунамі в Індійському океані (2004), повені в рідному Чаоджоу (2006) і землетрусу в Сичуані (2008), закуповуючи медикаменти та предмети першої необхідності, фінансуючи відновлення житла і комунікацій. У 2009 році Лі пожертвував 15 млн дол. на спорудження китайського павільйону для проведення Всесвітньої виставки ЕКСПО-2010 в Шанхаї. Всього через свій фонд, загальна вартість активів якого становить 8,3 млрд дол., Лі виділив грантів на підтримку освіти, охорони здоров'я та культури на суму понад 1,6 млрд дол. (Близько половини коштів пішло на фінансування медичних установ і дослідження в галузі охорони здоров'я, близько 2/5 — на фінансування навчальних закладів та освітніх програм).
|                                                            |                                                                     |                                        |                                                                  |                            |
| Медичний факультет ім. Лі Кашина Гонконзького університету | Дослідницький центр раку ім. Лі Кашина в Кембриджі, Велика Британія | Медичний коледж ім. Лі Кашина, Гонконг | Бібліотека ім. Лі Кашина Сінгапурського університету менеджменту | Університет Шаньтоу, Китай |

## Оцінка діяльності
Вперше про можливі зв'язки Лі Кашина з офіційним Пекіном заговорили в 1979 році, коли він купив велику корпорацію Hutchison Whampoa (така масштабна угода не могла пройти без схвалення влади Великої Британії та Китаю, тим більше в розпал переговорів про подальшу долю британської колонії).
Зв'язки Лі з високопосадовцями Китаю та Гонконгу (у свій час він входив до ради директорів державної корпорації CITIC), які лобіювали інтереси його бізнесу, а також спроби впливати на політичний клімат Гонконгу на догоду Пекіну, нерідко викликали гостру критику громадськості. У США деякі члени Конгресу висловлювали заклопотаність, що завдяки зв'язкам з вищим керівництвом КНР Лі Кашин став власником портів в обох кінцях Панамського каналу, а це, у свою чергу, становило загрозу національній безпеці Сполучених Штатів.
Також правоохоронні органи США підозрювали Лі Кашина в передачі через свої компанії західних секретних технологій Китаю і зв'язках з гонконзькими тріадами, зокрема, через бізнесменів із сумнівною репутацією Генрі Фока і Роберта Куока (перший промишляв контрабандою товарів і зброї, другий — наркобізнесом).
Частина професорів і випускників медичного факультету Гонконзького університету виступала проти того, щоб факультету присвоїли ім'я Лі Кашина, що тісно співпрацював з комуністичним режимом Китаю.
Лі Кашин є почесним доктором юридичних наук Кембриджського університету і почесним доктором Пекінського університету. У 2001 році Лі Кашин був названий журналом Asiaweek «найвпливовішою людиною Азії». У 2006 році журнал Time включив його в почесний список «Герої Азії за останні 60 років». У Гонконзі побутує приказка, що від кожного долара, витраченого в місті, 5 центів йде в кишеню Лі Кашину.

## Особисте життя
Лі Кашин, попри особистий статок, дуже скромний у побуті, він до цих пір носить дешеве взуття та пластмасовий годинник. У молодості захоплювався фотографією, серед його сьогоднішніх захоплень — гольф, садівництво, фен-шуй, читання книг з філософії, історії, економіки і політики, колекціонування фігурок міфічної тварини «Пі Яо» (Лі Кашин говорив: «Я знаю як знайти умиротворення в моєму серці і в моїй душі. Якщо у мене будуть короткочасні канікули, я присвячу їх читанню»). Лі проживає в двоповерховому особняку в гонконгському районі Рипалс-Бей, який ділить з сім'єю старшого сина, а працює у своєму офісі, розташованому в хмарочосі Cheung Kong Center.

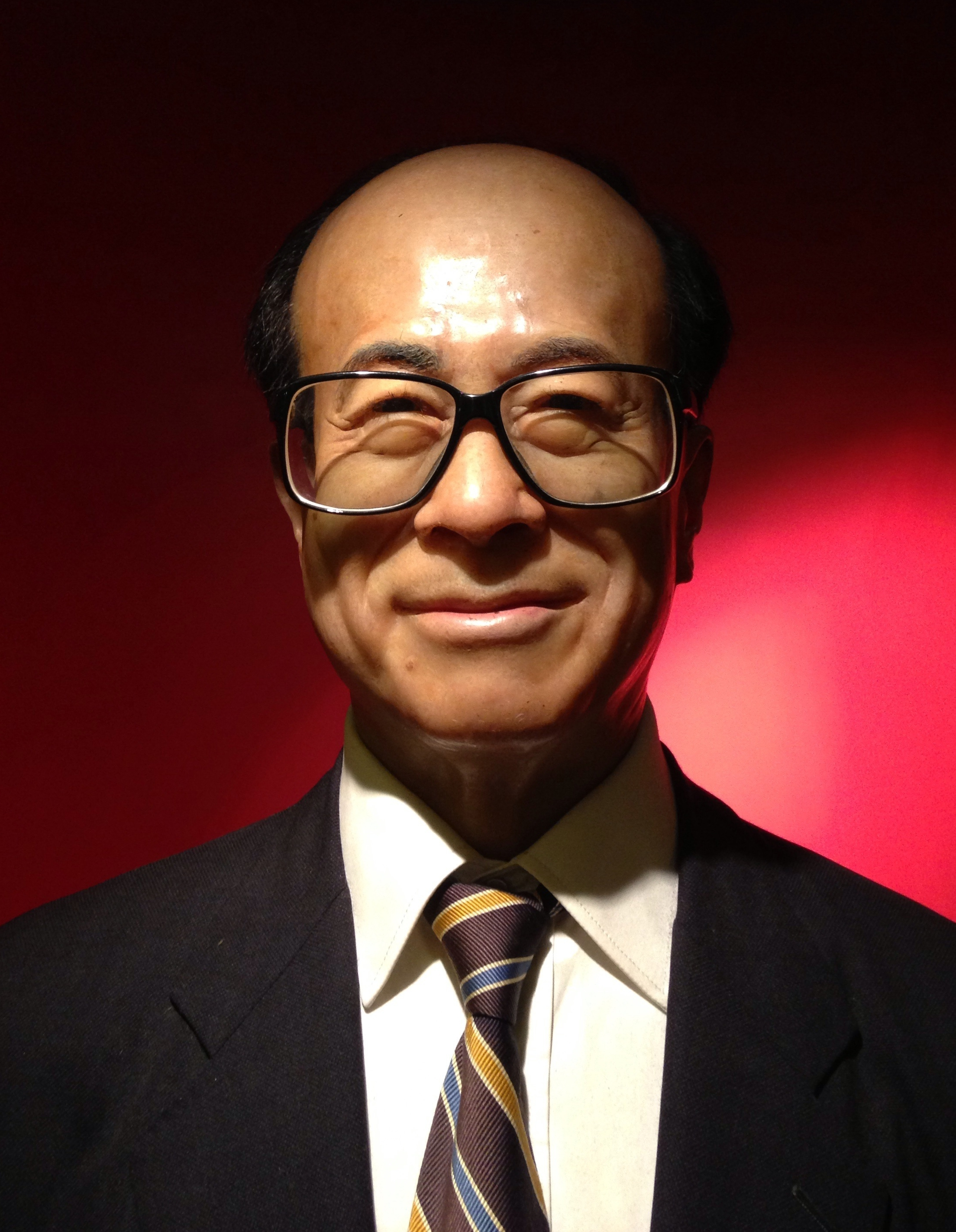
Воскова фігура Лі Кашина

Дружина Лі Кашина Лей Чон Ютмін (Лі Чжуан Юемін), з якою він прожив 27 років, померла від серцевого нападу в 1990 році у віці 56 років, і Лі більше ніколи не одружувався. У Лі Кашина двоє синів — старший Віктор Лі (1964 р.н.), що займає пости заступника голови в компаніях Cheung Kong (Holdings) і Hutchison Whampoa, і молодший Річард Лі (1966 р.н.), який має частку в сімейному бізнесі, але керує власною корпорацією Pacific Century Group. Що цікаво, третім своїм «сином» Лі називає благодійний фонд Li Ka Shing Foundation. Також у Лі Кашина семеро онуків: три дочки і син підростають в сім'ї Віктора і три сини — в сім'ї Річарда.
У 1996 році з метою отримання викупу був викрадений син Лі Кашина Віктор. Лі відразу заплатив 1 млн гонк. дол. і сина звільнили, а незабаром поліція материкового Китаю затримала злочинця, якого суд засудив до страти (згідно з широко поширеною версією, Лі не став зв'язуватися з гонконгської поліцією, а безпосередньо звернувся до вищого керівництва Китаю). У січні 2006 року бандити з материкового Китаю намагалися викрасти з могили на буддистському кладовищі (східне узбережжя острова Гонконг) останки дружини Лі з метою вимагати за них викуп, але їх план зірвався.

## Згадки в масовій культурі
- Книга «The Miracle: The Epic Story of Asia's Quest for Wealth» (2009) Майкла Шумана[6]
- Воскова фігура Лі Кашина встановлена в гонконгському Музеї мадам Тюссо.